# Alfred Schlert

Bischofswappen von Alfred Andrew Schlert

Alfred Andrew Schlert (* 24. Juli 1961 in Easton, Pennsylvania, USA) ist ein US-amerikanischer Geistlicher und römisch-katholischer Bischof von Allentown.

## Leben
Alfred Schlert empfing am 19. September 1987 durch Bischof Thomas Jerome Welsh das Sakrament der Priesterweihe für das Bistum Allentown.
Am 27. Juni 2017 ernannte ihn Papst Franziskus zum Bischof von Allentown. Der Erzbischof von Philadelphia, Charles Joseph Chaput OFMCap, spendete ihm am 31. August desselben Jahres die Bischofsweihe. Mitkonsekratoren waren sein Amtsvorgänger und Bischof von Rockville Centre, John Oliver Barres, und dessen Vorgänger als Bischof von Allentown, Edward Peter Cullen.